# Dimos Aliartos
Dimos Aliartos (Aliartos, Aliartos-Thespiae) är en kommun i Grekland.   Den ligger i prefekturen Nomós Voiotías och regionen Grekiska fastlandet, i den centrala delen av landet, 70 km nordväst om huvudstaden Aten. Antalet invånare är 11 686.